# Snoopy cane contestatore
Snoopy cane contestatore (Snoopy Come Home) è un film del 1972 diretto da Bill Melendez. È il secondo lungometraggio d'animazione cinematografico tratto dal fumetto a strisce Peanuts di Charles M. Schulz dopo Arriva Charlie Brown (1969), ed ha per protagonista Snoopy.
La pellicola segna la prima apparizione in un film di Woodstock. Si tratta dell'unica opera nella filmografia dei Peanuts a non essere stata musicata da Vince Guaraldi mentre era ancora in vita. La colonna sonora è infatti stata composta dai fratelli Sherman, autori delle musiche di numerosi film Disney quali: La spada nella roccia, Mary Poppins, Il libro della giungla, Gli Aristogatti, Pomi d'ottone e manici di scopa e Le avventure di Winnie the Pooh. A questo film seguirà cinque anni dopo Corri più che puoi Charlie Brown (1977). È stato distribuito in Italia anche come Torna a casa Snoopy o Snoopy torna a casa.

## Trama
Snoopy riceve una lettera da una certa Lila, che si trova in ospedale e ha bisogno della sua compagnia. Snoopy parte immediatamente con Woodstock per andare a trovarla, lasciando Charlie Brown all'oscuro sull'identità di Lila. Durante il viaggio verso l'ospedale, Snoopy e Woodstock si imbattono in diversi luoghi con cartelli di "vietato l'ingresso ai cani" e vengono brevemente adottati contro la loro volontà da Clara, una bambina ossessionata dagli animali, da cui riescono a scappare.
Quando Snoopy e Woodstock raggiungono l'ospedale, scoprono che anche lì non sono ammessi i cani e nemmeno gli uccelli. Snoopy viene fermato nel suo primo tentativo di intrufolarsi nella stanza di Lila, ma la seconda volta ci riesce. Snoopy può finalmente riabbracciare Lila, che si rivela essere una bambina. Nel frattempo, Linus svolge una ricerca e scopre che Lila è stata la prima proprietaria di Snoopy, della quale lui si ricordava ancora. Quando la famiglia della bambina scoprì che nel loro condominio erano vietati i cani, Snoopy fu riportato all'Allevamento della quercia. Dopo aver appreso la notizia da Linus, Charlie Brown sviene.
Qualche tempo, dopo Lila dice a Snoopy che la sua visita l'ha aiutata a stare meglio e gli chiede di tornare a casa con lei. Nonostante sia titubante, Snoopy accetta per compassione verso Lila, ma decide prima di tornare a casa per sistemare alcune cose. Snoopy scrive una lettera in cui assegna le sue proprietà: Linus riceve il suo set da croquet e gli scacchi, Schroeder la sua collezione di dischi, mentre tutto ciò che Charlie Brown riceve sono i suoi migliori auguri. I bambini organizzano a Snoopy una commovente festa d'addio, in cui ognuno porta un regalo, che si rivelano essere tutti ossa. I bambini più vicini a Snoopy si alzano per dire qualche parola in suo onore, ma durante il suo turno Charlie Brown non riesce a dire nulla e poi scoppia a piangere. Tutti seguono l'esempio di Charlie Brown, tranne Schroeder, che suona una canzone triste con il pianoforte. Dopo che Snoopy se ne va, Charlie Brown non riesce più a dormire e a mangiare.
Snoopy arriva al condominio di Lila il giorno successivo e nota accanto all'ingresso un altro cartello di "vietato l'ingresso ai cani". Snoopy è felicissimo di avere una scusa che gli permetta di tornare da Charlie Brown. Lila esce dal condominio e Snoopy viene presentato con riluttanza al suo gatto, ma lui le mostra il cartello e Lila non ha altra scelta che permettergli di andarsene. Al suo ritorno, i bambini sono contentissimi di rivedere Snoopy e lo portano in trionfo fino alla sua cuccia. Una volta lì, Snoopy detta a Woodstock una lettera battuta a macchina in cui chiede ai bambini di restituirgli gli oggetti che ha dato loro. I bambini, infastiditi, lasciano Charlie Brown e Snoopy. Poco dopo anche Charlie Brown si allontana imbronciato, mentre Snoopy detta i titoli di coda che vengono battuti da Woodstock.

## Produzione
Il soggetto è stato liberamente tratto e ampliato basandosi su una serie di strisce pubblicate da Schulz nel 1968. Nel film i pensieri di Snoopy vengono rappresentati per la prima volta su schermo tramite la sua corrispondenza. È stato l'ultimo film dei Peanuts ad essere prodotto dalla Cinema Center Films.

## Colonna sonora
La colonna sonora venne composta dai fratelli Scherman, anziché da Vince Guaraldi, che fino ad allora aveva musicato tutti gli speciali TV dedicati ai Peanuts, compreso il film Arriva Charlie Brown. Schulz disse che si trattava di un esperimento, in quanto desiderava che Snoopy cane contestarore avesse uno stile più commerciale da film Disney. Secondo il produttore Lee Mendelson, il primo film era troppo simile per impostazione agli speciali televisivi. Così, volendo conferire alla pellicola successiva un'impronta più cinematografica, vennero ingaggiati gli Sherman, che erano considerati i numeri uno nel loro campo, avendo composto svariate colonne sonore di film per la Disney, oltre che per diverse attrazioni di Disneyland.

### Tracce
Testi e musiche di Richard M. Sherman e Robert B. Sherman.
1. Orchestra e cori – Snoopy, Come Home – 1:45
2. Orchestra e cori – At the Beach – 2:18
3. Thurl Ravenscroft – No Dogs Allowed! – 3:01
4. Shelby Flint – Do You Remember Me? (Lila's Theme) – 3:12
5. Don Ralke e Ray Pohlman – The Best of Buddies – 1:27
6. Don Ralke e Ray Pohlman – Getting It Together – 1:52
7. Linda Ercoli – Fundamental - Friend - Dependability (Clara's Theme) – 2:21
8. Orchestra – Charlie Brown's Calliope – 2:49
9. Guy Pohlman – It Changes – 4:13

## Distribuzione

### Date di uscita e titoli internazionali
- 9 agosto 1972 negli Stati Uniti
- 15 settembre nel Regno Unito
- 9 ottobre in Danimarca (Nuser, kom hjem!)
- 25 ottobre in Francia
- 15 dicembre in Germania dell'Ovest (Snoopy)
- 16 dicembre in Svezia (Snobben, kom hem!)
- 1º marzo 1973 in Italia
- 7 giugno ad Hong Kong
- 11 agosto in Giappone (Sunūpī no dai bōken)
- 21 settembre in Finlandia (Ressu lähtee maailmalle)
- 1974 in Cecoslovacchia (Snoopy, vrat se)
- 21 febbraio 1974 Uruguay (Snoopy, vuelve a casa)
- 23 marzo in Australia (Snoopy Come Home)
- 24 giugno 1977 in Brasile (Snoopy, Volte ao Lar)
- 4 dicembre 1988 in Ungheria (prima TV) (Snoopy, gyere haza!)

### Edizione italiana
Il film giunse nei cinema italiani il 1º marzo 1973. Il doppiaggio italiano venne eseguito dalla C.V.D. negli stabilimenti Fono Roma e diretto da Fede Arnaud su dialoghi di Roberto De Leonardis, che curò anche i testi italiani delle canzoni assieme a Cino Tortorella. L'orchestra e il coro sono diretti da Pietro Carapellucci, con la partecipazione del suo complesso vocale e di Gianna Spagnuolo. Il doppiaggio presenta un cast diverso dal film precedente, ad eccezione di Isa Di Marzio, che anziché doppiare Lucy presta la voce a Clara; e di Alida Cappellini, che mentre nel primo film doppiava Patty, qui sostituisce Di Marzio su Lucy, doppiando al contempo Linus. Liù Bosisio torna invece a dare la voce a Charlie Brown dopo averlo doppiato in alcuni dei corti televisivi, e legge i pensieri di Snoopy.

### Edizioni home video
In Italia è stato distribuito in videocassetta da CBS/Fox nel 1987 con il titolo Torna a casa Snoopy, riedita nel 1990 direttamente da CBS/Fox. Nel 2002 è stato distribuito da Paramount Home Entertainment sia in VHS, col il titolo Snoopy torna a casa, che in DVD con il titolo originale.

## Accoglienza
Il film si rivelò un flop ai botteghini, incassando solamente 245,073 dollari a fronte di un milione di bugdet. Flop causato probabilmente anche da un'insufficiente campagna pubblicitaria, attribuibile al fallimento della Cinema Center Films. Ciononostante venne accolto molto favorevolmente dalla critica, diventando negli anni una fra le opere più amate legate al brand, tanto da ricevere una redistribuzione nelle sale nell'autunno 2019. La pellicola ha il 93% dei voti positivi sull'aggregatore di recensioni Rotten Tomatoes, con un voto medio di 7,7 su 10. Howard Thompson lodò il film sul New York Times, definendolo vivace, intelligente e divertente; trovandolo anche migliore del precedente film della serie.